# Референдумы в Швейцарии (1971)
Референдумы в Швейцарии проходили 7 февраля и 6 июня 1971 года. В феврале прошёл референдум по женскому избирательному праву на федеральном уровне. Предыдущий такой референдум в 1959 году был отвергнут. На этот раз избирательное право женщин был оодобрено 66% голосов. В июне прошли конституционный референдум по введению поправки относительно права на безопасную среду обитания и референдум по федеральной резолюции о федеральных финансах.

## Результаты

### Февраль: Женское избирательное право
| Выбор                                | Общее голосование | Общее голосование | Кантоны | Кантоны | Кантоны |
| Выбор                                | Голосов           | %                 | Полных  | Полу-   | Всего   |
| ------------------------------------ | ----------------- | ----------------- | ------- | ------- | ------- |
| За                                   | 621 109           | 65,7              | 14      | 3       | 15,5    |
| Против                               | 323 882           | 34,3              | 5       | 3       | 6,5     |
| Пустых бюллетеней                    | 8 600             | –                 | –       | –       | –       |
| Недействительных бюллетеней          | 1 730             | –                 | –       | –       | –       |
| Всего                                | 955 321           | 100               | 19      | 6       | 22      |
| Зарегистрированных избирателей/ Явка | 1 654 708         | 57,7              | –       | –       | –       |
| Источник: Nohlen & Stöver            |                   |                   |         |         |         |

### Июнь: Конституционная поправка по безопасной среде
| Выбор                                | Общее голосование | Общее голосование | Кантоны | Кантоны | Кантоны |
| Выбор                                | Голосов           | %                 | Полных  | Полу-   | Всего   |
| ------------------------------------ | ----------------- | ----------------- | ------- | ------- | ------- |
| За                                   | 1 222 931         | 92,7              | 19      | 6       | 22      |
| Против                               | 96 359            | 7,3               | 0       | 0       | 0       |
| Пустых бюллетеней                    | 28 252            | –                 | –       | –       | –       |
| Недействительных бюллетеней          | 2 066             | –                 | –       | –       | –       |
| Всего                                | 1 349 608         | 100               | 19      | 6       | 22      |
| Зарегистрированных избирателей/ Явка | 3 565 435         | 37,9              | –       | –       | –       |
| Источник: Nohlen & Stöver            |                   |                   |         |         |         |

### Июнь: Федеральные финансы
| Выбор                                | Общее голосование | Общее голосование | Кантоны | Кантоны | Кантоны |
| Выбор                                | Голосов           | %                 | Полных  | Полу-   | Всего   |
| ------------------------------------ | ----------------- | ----------------- | ------- | ------- | ------- |
| За                                   | 930,878           | 72.7              | 19      | 6       | 22      |
| Против                               | 348,702           | 27.3              | 0       | 0       | 0       |
| Пустых бюллетеней                    | 64,306            | –                 | –       | –       | –       |
| Недействительных бюллетеней          | 2,477             | –                 | –       | –       | –       |
| Всего                                | 1,346,363         | 100               | 19      | 6       | 22      |
| Зарегистрированных избирателей/ Явка | 3,565,435         | 37.8              | –       | –       | –       |
| Источник: Nohlen & Stöver            |                   |                   |         |         |         |